# 나사
나사(螺絲, fastener, bolt)는 기둥 주위로 나선이 파여 있어서 물건을 고정하는 데 쓰이는 물건이다.

## 용도
나사는 결합시키는 물건의 양쪽에서 수나사(볼트)와 암나사(너트)로 조이는 방식이 있고, 암나사 없이 사용하는 것을 나사못(스크류)라고 한다.
배관용 파이프 (관)에도 나사를 만들어서 연결시킨다.
볼스크류 같이 나사의 골에 강구를 넣어서 구동용 부품으로 사용하는 '이송 나사'가 있다.

## 종류

### 체결용 나사 (삼각나사)
- 미터 나사 : 호칭 치수는 수나사의 바깥 지름과 피치를 mm로 나타내고, 나사산의 각도가 60도 기호는 M으로 나타낸다.
- 유니파이 나사 : 호칭 치수는 수나사의 바깥 지름을 인치로 나타내고, 나사산의 각도는 60도, 기호는 U로 나타내며, ABC나사라고도 한다
- 휘트워드 나사 : 호칭 치수는 수나사의 바깥 지름을 인치로 나타내고, 나사산의 각도는 55도, 기호는 W로 나타낸다.
- ISO 나사 : 국제 표준화 기구에 의하여 제정된 나사로 ISO미터 나사와 ISO인치 나사의 두 계열이 있다.
- 관용 나사 : 파이프에 사용되는 나사로 수밀, 기밀, 유밀을 유지할 수 있으며, 관용 평행 나사와 관용 테이퍼 나사가 있다.
- 너클 나사 : 나사산이 둥글게 되어 있으며, 큰 힘을 받는 곳이나 먼지, 모래 등이 들어가기 쉬운 부분에 사용되며, 전구나 호스의 이음부에 사용된다.

### 운동용 나사
- 사각 나사 : 나사산의 형상이 사각형이며, 삼각 나사에 비하여 마찰 저항이 적으므로 힘의 전달용으로 잭, 나사 프레스에 사용된다.
- 사다리꼴 나사 : 애크미 나사라고도 하며, 사각 나사보다 가공이 쉬워 정밀 가공을 할 수 있고, 동력 전달용으로 주로 쓰이며, 나사산의 각도는 미터 계열(TM)이 30도이고, 인치 계열(TW)은 29도이다.
- 톱니 나사 : 큰 힘이 한쪽 방향으로 작용하는 경우에 사용되었으나, 힘을 받는 면이 축에 직각으로 되어 있고, 힘을 받지 않는 면은 30도의 각도로 되어 있으며, 힘의 전달용으로 사용된다.

## 관련 규격
암나사, 수나사의 사양은 한국산업표준에서 규정된 것을 사용하며, ISO, ANSI, ASME 등의 규격이 있다.
파이프용 나사의 경우에는 밀폐가 잘되게 하기 위해서 경사진 타입(테이퍼)의 나사를 만들어 사용한다.
- KS, JIS, BSP, ISO 등의 나사는 55도의 각도를 가진다.
- NPT 나사라고 불리는 것들은 60도의 각도를 가진다.

## 용어
나사 곡선
원통에 직각 삼각형의 종이를 감았을 때, 빗변이 원통 표면에 그리는 곡선을 나사 곡선이라 한다.
리드
나사를 한 바퀴 돌았을 때 축 방향으로 움직인 거리를 리드라 한다.
피치
서로 이웃한 나사산과 나사산 사이의 거리를 피치라 한다.

## 같이 보기
- 수나사, 암나사
- 나사못
- 나선
- 볼스크류